# Matti Mattsson
Matti Mattsson (Pori, 5 ottobre 1993) è un nuotatore finlandese.

## Carriera
Specializzato nella rana, all'apice della carriera ha vinto la medaglia di bronzo nei 200m rana ai mondiali del 2013.

## Palmarès
- Giochi olimpici

Tokyo 2020: bronzo nei 200m rana.
- Mondiali

Barcellona 2013: bronzo nei 200m rana.
- Europei

Roma 2022: argento nei 200m rana.
- Europei giovanili

Belgrado 2011: argento nei 200m rana.